# فرانک میلر
فرانک میلر (به انگلیسی: Frank Miller) (زاده ۲۷ ژانویه ۱۹۵۷) فیلم ساز، نویسنده، کارگردان و هنرمند آمریکایی است.
همکاری وی با رابرت رودریگز تهیه کننده سرشناس سینمای هالیوود، در سال ۲۰۰۵ منجر به خلق شهر گناه شد که به شدت مورد اقبال قرار گرفت و یک فیلم سینمایی نوآورانه را به دوستداران کمیک هدیه کرد.
فرانک میلر همراه با چند تهیه کننده دیگر، فیلم ۳۰۰ (فیلم) را در سال ۲۰۰۶ ساخت، این فیلم بر اساس کتابی به همین نام، نوشته خود فرانک میلر (در سال ۱۹۹۸) به نبرد ترموپیل می پردازد.
- بهشت ساختن (۱۹۸۰)
- جیمی بچه (۱۹۸۲)
- فضای درون (۱۹۸۳)
- پلیس آهنی (۱۹۸۷)
- (کمیک)محرمانه (۱۹۹۸)
- پلیس آهنی ۲ (۱۹۹۰)
- پلیس آهنی ۳ (۱۹۹۳)
- پسر بزرگ و بچه ی عبوس (۲۰۰۱-۱۹۹۹)
- فضای خالی (۲۰۰۸-۲۰۰۲)
- ابر قهرمانان بدون نقاب (۲۰۰۲)
- بی‌باک (۲۰۰۳)
- الکترا (۲۰۰۵)
- شهر گناه (۲۰۰۵)
- ۳۰۰ (۲۰۰۶)
- روح (۲۰۰۸)
- سال اول (۲۰۱۱)
- بتمن؛ شوالیه تاریکی (۲۰۱۲)
- شوالیه تاریکی بازمی‌گردد (۲۰۱۳)
- ولورین (۲۰۱۳)
- ۳۰۰ ; ظهور یک امپراطوری (۲۰۱۴)
- شهر گناه: بانویی که به خاطرش می‌کشم (۲۰۱۴)
- کومیکس؛ ورای صفحه های کومیک بوک (۲۰۱۶)

## سریال
- نفرین شده (سریال تلویزیونی) (۲۰۲۰